# ピアノ協奏曲 (早坂文雄)
ピアノ協奏曲は、1948年に早坂文雄が作曲した管弦楽作品である。「ピアノ協奏曲第1番」とも表記されるが、第2番以降は無い。

## 曲の概要
全二楽章である。計演奏時間、約32分。

### 第一楽章 Lento
ニ短調。作曲者は「人間の哀切さ、誠実さ、詩情を通して大きな発想をもって自由に出したかった」と語る。演奏時間、約22分。

### 第二楽章 Rondo
変ロ長調。作曲者は「東洋人に潜んでいる明るい快楽的性格・ダイナミックな近代的性格を結合してみた」と語る。演奏時間、約10分。

## 楽器編成
楽器編成は次の通り：
ピッコロ、フルート2、オーボエ2、イングリッシュホルン、クラリネット2、バスクラリネット、ファゴット2、ホルン4、トランペット3、トロンボーン3、チューバ、ティンパニ、小太鼓、トライアングル、シンバル、弦5部、独奏ピアノ

## 逸話
第一楽章の主題は、1940年に早坂が作曲したピアノ曲集『子供のためのピアノアルバム第一輯』の第5曲目として書かれた「ポートレート」と同じ主題であり、早坂はこの主題に愛着があったとされている。「ポートレート」は、1939年に亡くなった弟・恭吾の写真に触発されて作曲した。
更に1948年、早坂自身をモデルにして製作された佐伯清の監督映画『虹を抱く処女』で、肺結核の主人公の作曲家は交響曲「虹」を完成させる。この曲がピアノ協奏曲であり、実際のピアノ協奏曲の一部が使われた。

## 初演
1948年6月22日、日比谷公会堂で東宝交響楽団によって初演された。ピアノは梶原完、指揮は上田仁。同年8月7日に初演と同じメンバーでNHKから放送された。

## CD
2005年ナクソスの「日本作曲家選輯」より音源化されている。ロシア・フィルハーモニー管弦楽団の演奏で、ピアノは岡田博美、指揮はドミトリー・ヤブロンスキー。他に、左方の舞と右方の舞、序曲ニ調も収録されている。